# فيليب روي
فيليب روي (بالإنجليزية: Philippe Roy)‏ هو دبلوماسي وسياسي كندي، ولد في 13 فبراير 1868، وتوفي في 10 ديسمبر 1948. حزبياً، نشط في الحزب الليبرالي الكندي. وقد انتخب سفير وانتخب عضو مجلس الشيوخ الكندي.